# Кято, Крешник
Крешник Кято (алб. Kreshnik Qato, родился 13 августа 1978 года в Дурресе) — албанский боксёр, чемпион WBF в среднем весе 2008 года. Его промоутер — британец Спенсер Фирон. Прозвище — «Орёл».

## Профессиональная карьера
Обозначения:
- PTS — победа по очкам
- UD — единогласное судейское решение
- SD — раздельное судейское решение
- TKO — технический нокаут
- RTD — соперник сдался